# Federalist Society
De Federalist Society for Law and Public Policy Studies, kortweg Federalist Society, is een organisatie van conservatieve en libertarische Amerikaanse juristen en rechtenstudenten die een tekstualistische en originalistische interpretatie van de Amerikaanse grondwet voorstaat. Sinds haar oprichting in 1982 is de Federalist Society uitgegroeid tot een de facto gatekeeper ('poortwachter') voor conservatieve juristen die rechter of ambtenaar willen worden. Het officiële orgaan van de vereniging is het Harvard Journal of Law and Public Policy. De organisatie is actief op meer dan 200 universiteitscampussen. Verder zijn meer dan 70.000 actieve juristen aangesloten bij lokale afdelingen in 90 steden.

## Ontstaan
De organisatie is opgericht in 1982, als reactie van conservatieve studenten op wat zij zagen als een verstikkend (links-)liberaal klimaat aan enkele prestigieuze Amerikaanse universiteiten (onder meer Yale Law School, Harvard Law School en University of Chicago Law School).

## Denkbeelden en ideologie
De Federalist Society pleit voor een tekstualistische en originalistische interpretatie van de Amerikaanse grondwet. Met originalisme (originalism) bedoelt men een interpretatie die vooral uitgaat van de oorspronkelijke betekenis van de grondwet ten tijde van het schrijven daarvan, en in het bijzonder niet van hoe men die woorden vandaag de dag zou (kunnen) interpreteren. Met tekstualisme (textualism) wordt gedoeld op een interpretatie die daarnaast uitgaat van wat er strikt genomen in de wet staat, niet van wat er bedoeld zou kunnen of moeten zijn, en in het bijzonder niet van de wetsgeschiedenis, het hele proces van totstandkoming van een wet.
Als tegenhanger van de Federalist Society kan de American Constitution Society gelden, die in 2001 is opgericht en zich richt op (links-)liberalen en 'centristen' (gematigden).

## Invloed op de federale rechterlijke macht
Veel rechters van het hooggerechtshof van de Verenigde Staten zijn of waren verbonden met de Federalist Society. In 2021 hadden zes van de negen leden van het hooggerechtshof (al dan niet voormalige) banden met de Federalist Society. Dat zijn alle door Republikeinse presidenten benoemde opperrechters: Brett Kavanaugh, Neil Gorsuch, Clarence Thomas, John Roberts (eind jaren 1990), Samuel Alito en Amy Coney Barrett
Daarnaast stelt de Federalist Society lijsten op van voor haar 'acceptabele' kandidaten voor posities in de federale rechterlijke macht. Deze juristen zijn doorgaans duidelijk conservatief en relatief jong, zodat zij naar verwachting decennialang als rechter zullen fungeren. Met name de regering-Trump heeft veel van deze rechters benoemd, iets wat door prominente leden van de Federalist Society als de belangrijkste prestatie van de regering-Trump wordt gezien.